# Új Szellemi Front
Új Szellemi Front (1935. április 16.), Budapest, Zilahy Lajos háza.
A Gömbös-kormány középosztályra támaszkodó reform-ígéretekkel lépett fel, ezekről kifejtették véleményüket a népi írók a Magyarország c. napilapban. Zilahy Lajos kezdeményezésére történt egy közeledési kísérlet az írók és Gömbös Gyula közt. Gömbös Gyulát 1935. április 16-án Zilahy házában fogadta a házigazda és jó néhányan a népi írók közül (Féja Géza, Illyés Gyula, Móricz Zsigmond, Németh László, Szabó Lőrinc, Tamási Áron). A találkozó eredménytelennek bizonyult, folytatása nem lett, viszont kiváltotta az urbánusok (Bálint György, Ignotus Pál, József Attila) kritikáját. Mélyült a magyar írók körében a népi-urbánus ellentét.